# René Liautaud
Compléments
Conjoint d'Aimée Sivade (1912 - 1993) d'origine niçoise
René Liautaud, né le 11 mars 1913 à Entraunes (Alpes-Maritimes) et mort le 29 septembre 1990 à Nice , est un historien et romancier français d'origine entraunoise. Humaniste de grande culture attaché au parler de ses ancêtres et à l'histoire, il fut d'abord romancier puis, poursuivant ses recherches historiques, s'est consacré à la publication d'ouvrages d'histoire comme d'articles d'érudition tant sur le parler entraunois que sur Entraunes et le comté de Nice.

## Biographie
René Liautaud est le fils de Jean-Baptiste Liautaud et de Marie Blanc appartenant à de vieilles familles entraunoises. Le village d'Entraunes est situé à 1 250 m d'altitude au nord-ouest du département des Alpes-Maritimes dans la commune où le Var prend sa source sur le versant sud du col de la Cayolle.
Reçu au concours d'entrée à l'École normale de Nice (promotion 1930-33), il est donc d'abord enseignant avant de réussir au concours de recrutement des attachés d'intendance de l'Éducation nationale. Et, à ce titre, il sera donc gestionnaire d'un établissement scolaire à Aubagne (BdR 13) avant d'être nommé à l'École normale de Nice puis au lycée professionnel Georges-Lamarque devenu lycée des Eucalyptus en 1964.
Admiratif de l'œuvre de Jean Giono et passionné d'histoire régionale, il est connu en tant qu'inlassable chercheur fréquentant les archives paroissiales, municipales et départementales et surtout comme historien et écrivain ayant publié plusieurs ouvrages et de nombreux articles.
Dans son ouvrage Entraunes - La France rustique publié en 1982, il a précisément analysé l'exercice - par les habitants d'Entraunes - de leurs libertés communales concédées au Moyen Âge par les comtes de Provence et confirmées en 1388 par leur nouveau suzerain Amédée VII de Savoie comte de Savoie, d'Aoste et de Maurienne résidant à Chambéry, alors capitale des États de Savoie. Mais libertés communales progressivement réduites par les monarques de la maison de Savoie devenus rois de Sardaigne à partir de 1718 mais conservant leur capitale  de Turin qui a remplacé celle de Chambéry depuis 1563.
Il avait la maîtrise du parler entraunois de ses ancêtres, ce qui lui a permis de publier tant un Essai de lexique français-entraunois avec correspondance en niçois (1985)  que des articles et nouvelles rédigés en « entrounenc » (le parler entraunois).

## Publications

### Romans historiques
- Béatrice de Tende, 301 p., Amitié par le livre, 1953, roman historique des XIVe et XVe siècles s'inspirant du personnage de Béatrice de Tende (1372-1418).
- Et la conque se tut, 253 p., Amitié par le livre, 1963, roman historique dont l'action se déroule à Entraunes à la fin du XVIIIe siècle.

### Histoire
- Petite histoire des Alpes-Maritimes, 145 p., 1947, Éditions de l'Amitié.
- Histoire du pays niçois, 318 p., Éditions du Rocher, 1971,  (ISBN 2-268-00004-4)).
- Entraunes - La France rustique, 287 p., Éditions Serre, 1982,  (ISBN 2-86410-016-9).

### Autres publications
- Memento d'histoire et de géographie des Alpes-Maritimes, 81 p., Années 1960, Imprimeries réunies, Rennes.
- Une communauté de l'arrière-pays niçois : Entraunes, 71 p., Ouvrage imprimé reproduisant les pages 109 à 180 des no 3 et 4 de l'année 1977 de la revue Nice-Historique.
- Essai de lexique français-entraunois avec correspondance en niçois, 222 pages, 1985, CRDP de Nice,  (ISBN 978-2-86629-037-5).
- Il a été le collaborateur régulier de la revue bilingue (français - entraunois) Lou Lanternin publiée par l'Académie du Val d'Entraunes (06470) de 1978 à 1983 et dans laquelle il a fait paraître de nombreux articles tant en français qu'en dialecte entraunois qu'il maîtrisait parfaitement : « L'église d'Entraunes », « Jesu Mario », « La fresque de Saint-Sébastien », « Las Fados », « Lou Saut dou Diau » (Le saut du diable), « La peiro de Crous », « Lou cadavre dou Garret », etc.